# Duripelta mawhero
Espèce
Duripelta mawhero est une espèce d'araignées aranéomorphes de la famille des Orsolobidae.

## Distribution
Cette espèce est endémique de Nouvelle-Zélande. Elle se rencontre dans les régions de Nelson et de Marlborough.

## Description
Le mâle holotype mesure 2,36 mm et la femelle paratype 2,16 mm.

## Étymologie
Son nom d'espèce lui a été donné en référence au lieu de sa découverte, forêt d'État de Mawhero.

## Publication originale
- Forster & Platnick, 1985 : A review of the austral spider family Orsolobidae (Arachnida, Araneae), with notes on the superfamily Dysderoidea. Bulletin of the American Museum of Natural History, no 181, p. 1-229 (texte intégral).